# Wohn- und Wirtschaftsgebäude Lahend 19
Das Wohn- und Wirtschaftsgebäude Lahend 19 in der niedersächsischen Stadt Rotenburg (Wümme), Ortsteil Borchel, wurde in der zweiten Hälfte des 19. Jahrhunderts erbaut. Aktuell (2025) wird es zum Wohnen und wohl landwirtschaftlich genutzt.
Das Gebäude steht unter Denkmalschutz (siehe auch Liste der Baudenkmale in Rotenburg (Wümme)).

## Geschichte und Beschreibung
Rotenburg entstand um 1195. Es gehört zum heutigen Landkreis Rotenburg (Wümme). Borchel liegt 9 km nördlich vom Kernort Rotenburg.
Das eingeschossige traufständige Wohn- und Wirtschaftsgebäude als Zweiständer-Hallenhaus, in Fachwerk mit Steinausfachungen, ziegelgedecktem Satteldach und Grooter Door mit Korbbogen, wurde um 1880 gebaut. Früher hatte das Haus ein Krüppelwalmdach. Der Hof liegt an einem Stichweg in isolierter Einzellage.
Das Landesdenkmalamt befand u. a.: „… ein regionstypisches Hallenhaus vom Ende des 19. Jahrhunderts in Zweiständerkonstruktion ….“